# 左近司政三
左近司 政三（さこんじ せいぞう、1879年（明治12年）6月27日 - 1969年（昭和44年）8月30日）は、日本の海軍軍人。政治家。位階は正三位。最終階級は海軍中将。第3次近衛文麿内閣の商工大臣。鈴木貫太郎内閣の国務大臣。

## 生涯
米沢藩士族・左近司政記の三男として米沢市片五十騎町に生まれる。7歳の時に家族とともに大阪に転居し、叔父で弁護士の左近司六蔵の養子となった。いわゆる"米沢の海軍"の一員である。妻は旧幕臣小島守気の娘。
海軍予備校より海軍兵学校(28期)に進む。席次は入校時116名中79番、卒業時は105名中8番。日露戦争中は水雷艇や砲艦などの小型艦艇乗組を務める。左近司は海大乙種、水雷学校高等科をともに首席卒業した水雷専攻の士官である。第一次世界大戦中はオランダやイギリスに駐在し、ヨーロッパ各国の戦争で疲弊した現状を見聞した。帰国後は軍務局長、海軍次官など軍政部門の要職を歴任するが、大佐時代に戦艦「長門」の艦長であった際、僚艦「陸奥」との衝突事故を起こした。この時左近司は進退伺いを提出したが、連合艦隊司令長官・鈴木貫太郎が左近司の将来に配慮し事なきを得た。しかし、「陸軍大佐」のあだ名で呼ばれることとなる。ロンドン海軍軍縮会議では首席随員を務め条約締結に貢献したことから条約派と目され、伏見宮博恭王ら艦隊派が主導した大角人事により予備役に編入された。

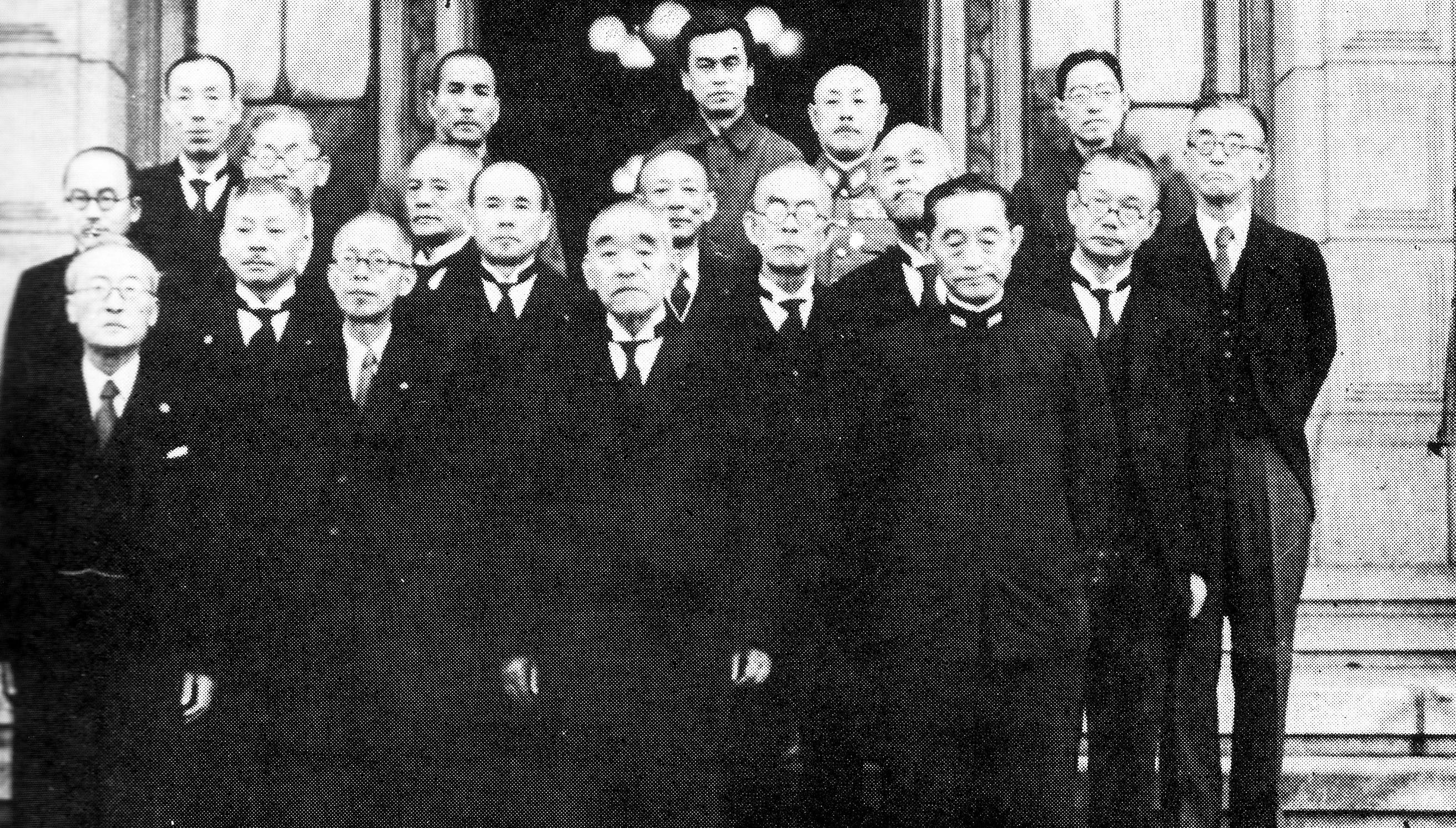
鈴木内閣前3列目、左から2人目の斜め横を向いている人物が左近司

その後第3次近衛内閣で商工大臣、鈴木内閣で国務大臣を務めた。東條内閣総辞職後に焦点となっていた米内光政の現役復帰に関し、難色を示した同期生の永野修身を説得している。鈴木内閣における左近司は、対立する陸相・阿南惟幾と米内を仲介するなど中心的存在であった。第二次世界大戦末期、最高戦争指導会議の議論が和平と戦争継続とに割れ、多数決次第では本土決戦による戦争継続があり得る事態となった。左近司は終戦へと導くべく、昭和天皇の聖断を仰ぐよう鈴木首相や米内海相に進言し、二人はこれを受け入れ日本のポツダム宣言受諾が決定した。米沢海軍武官会会員。
戦後の1947年（昭和22年）、公職追放の仮指定を受けた。

## 人物像
- 理知的に物事を進める人物で、近衛文麿に気に入られ第3次近衛内閣の閣僚に加えられたが、物事をはっきり言う左近司は近衛にとって煙たい存在になり、内閣総辞職後は近衛と特に繋がりがあった形跡はない。
- 高木惣吉にとって左近司は、兵学校及び練習艦隊での恩師であり高木は尊敬の念を抱いていた。左近司は高木が行っていた終戦活動に協力していた。
- 海兵同期の永野修身とは親友の間柄だった。終戦時、自決を決意していた永野に「生きることこそあなたの責任だ」「責任者がこんなにどんどん死んでしまって誰が陛下を戦犯からお守りするのだ、貴様は辛いだろうが生きていろ」と諭して思いとどまらせたという。

## 親族
- 義弟 小島秀雄海軍少将
- 娘婿 山澄忠三郎海軍大佐 (海兵48期・連合国の厚木進駐に際し、日本側の委員長を務めた)
- 甥  関 衛海軍中佐

## 年譜
- 1879年（明治12年）6月27日- 生
- 1898年（明治31年）1月6日- 海軍兵学校入校
- 1900年（明治33年）12月13日- 海軍兵学校卒業・少尉候補生・2等巡洋艦「橋立」乗組
- 1901年（明治34年）2月25日- 練習艦遠洋航海出発 マニラ~バタヴィア~シンガポール~バンコク~香港~仁川~釜山~元山~ウラジオストック方面巡航
  - 8月14日- 帰着
  - 8月22日- 装甲巡洋艦「磐手」乗組
- 1902年（明治35年）1月18日- 任 海軍少尉
  - 5月31日- 佐世保水雷団第3水雷艇隊附
- 1903年（明治36年）9月14日- 第7水雷艇隊附
  - 9月26日- 任 海軍中尉
- 1904年（明治37年）3月5日- 第15水雷艇隊附
  - 10月29日- 砲艦「磐城」航海長心得
- 1905年（明治38年）1月12日- 任 海軍大尉・砲艦「磐城」航海長
  - 11月4日- 兼 分隊長
  - 12月12日- 海軍水雷術練習所学生
- 1906年（明治39年）7月12日- 3等駆逐艦「朝霧(初代)」乗組
  - 9月28日- 2等巡洋艦「千歳」水雷長兼分隊長
- 1908年（明治41年）4月20日- 海軍大学校乙種学生
  - 12月3日- 海軍水雷学校高等科第4期学生
- 1909年（明治42年）5月25日- 海軍水雷学校高等科修了
  - 5月27日- 軍事参議官井上良馨海軍大将副官 兼海軍省軍令部出仕
- 1910年（明治43年）12月1日- 任 海軍少佐・海軍大学校甲種第10期入校
- 1912年（明治45年）5月22日-海軍大学校甲種卒業 卒業成績順位10名中3番
  - 5月24日- 戦艦「富士」水雷長兼海軍水雷学校教官
  - 12月1日- 第1艦隊司令部参謀
- 1913年（大正2年）5月24日- 海軍兵学校教官兼監事
- 1915年（大正4年）9月1日- 練習艦隊司令部参謀 海軍少尉候補生指導官 
  - 12月13日- 任 海軍中佐
  - 12月16日- 練習艦隊近海航海出発 佐世保~仁川~旅順~大連~鎮海湾~舞鶴~鳥羽方面巡航
- 1916年（大正5年）4月3日- 帰着
  - 4月20日- 練習艦隊遠洋航海出発 香港~シンガポール~フリーマントル~メルボルン~シドニー~ウェリントン~オークランド~ヤルート~ポナペ~トラック~父島方面巡航
  - 8月22日- 帰着
  - 9月1日- 海軍省軍務局課員
- 1918年（大正7年）3月5日- 在オランダ日本公使館附海軍駐在武官
  - 6月19日- 在イギリス日本大使館附海軍駐在武官府補佐官
- 1919年（大正8年）12月1日- 任 海軍大佐
- 1920年（大正9年）1月10日- ヴェルサイユ条約実施委員
  - 12月11日- 帰朝
- 1921年（大正10年）4月14日- 軽巡洋艦「矢矧」艦長
  - 11月20日- 海軍省出仕
  - 12月1日- 海軍省人事局第1課長
- 1922年（大正11年）12月1日- 海軍省軍務局第1課長
- 1923年（大正12年）12月1日- 戦艦「長門」艦長
- 1924年（大正13年）12月1日- 任 海軍少将・海軍省人事局長
- 1926年（大正15年）12月1日- 海軍省軍令部出仕
- 1927年（昭和2年）3月25日- 海軍省軍務局長兼将官会議議員
- 1928年（昭和3年）12月10日- 任 海軍中将
- 1929年（昭和4年）9月6日- 海軍省出仕
  - 11月12日- ロンドン軍縮会議全権随員
- 1930年（昭和5年）10月1日- 練習艦隊司令官
- 1931年（昭和6年）3月5日- 練習艦隊遠洋航海出発 基隆~馬公~香港~シンガポール~コロンボ~アデン~ポートサイド~ナポリ~ツーロン~マルセイユ~マルタ~アレキサンドリア~ジブチ~コロンボ~バタヴィア~マニラ~パラオ~佐世保方面巡航
  - 8月15日- 帰着
  - 10月1日- 海軍省軍令部出仕
  - 12月1日- 海軍次官兼将官会議議員
- 1932年（昭和7年）6月1日- 免 海軍次官
  - 6月11日- 海軍省軍令部出仕
  - 6月28日- 第3艦隊司令長官
  - 12月1日- 佐世保鎮守府司令長官
- 1933年（昭和8年）11月15日- 軍令部出仕
- 1934年（昭和9年）3月26日- 待命
  - 3月31日- 予備役編入
- 1935年（昭和10年）7月1日- 北樺太石油代表取締役社長
- 1941年（昭和16年）7月17日- 北樺太石油代表取締役社長辞任
  - 7月18日- 第3次近衛文麿内閣商工大臣
  - 10月18日- 第3次近衛文麿内閣総辞職により商工大臣辞任
- 1943年（昭和18年）1月14日- 貴族院勅選議員
- 1945年（昭和20年）4月11日- 鈴木貫太郎内閣国務大臣
  - 8月17日- 鈴木貫太郎内閣総辞職により国務大臣辞任
- 1946年（昭和21年）2月22日- 貴族院議員辞任
- 1947年（昭和22年）11月28日- 公職追放仮指定
- 1951年（昭和26年)1月24日- 新海軍再建委員会顧問
- 1969年（昭和44年）8月30日- 死去 享年90。叙正三位、賜銀杯一組

## 栄典
位階
- 1902年（明治35年）4月11日 - 正八位[6]
- 1903年（明治36年）12月19日 - 従七位[7]
- 1905年（明治38年）2月14日 - 正七位[8]
- 1910年（明治43年）3月22日 - 従六位[9]

勲章
- 1906年（明治39年）4月1日 - 勲五等双光旭日章・明治三十七八年従軍記章[10]
- 1920年（大正9年）11月1日 - 戦捷記章[11]
- 1940年（昭和15年）8月15日 - 紀元二千六百年祝典記念章[12]

## GHQ歴史課陳述録
- 鈴木内閣の終戦努力 1949年(昭和24年)5月20日
- 鈴木首相の終戦努力について 1949年(昭和24年)5月20日
- 1945年初夏に於ける政府の和平態度 1950年(昭和25年)3月21日
- 鈴木内閣の和平態度について 1950年(昭和25年)3月21日